# Cyclopsodesmus octosetosus
Cyclopsodesmus octosetosus är en mångfotingart som beskrevs av Loomis 1964. Cyclopsodesmus octosetosus ingår i släktet Cyclopsodesmus och familjen Fuhrmannodesmidae. Inga underarter finns listade i Catalogue of Life.